# Sternotomis flavomaculata
Sternotomis flavomaculata es una especie de escarabajo longicornio del género Sternotomis, subfamilia Lamiinae. Fue descrita científicamente por Hintz en 1919.
Se distribuye por Camerún, Kenia, República Democrática del Congo y República del Congo. Posee una longitud corporal de 25-30 milímetros. El período de vuelo de esta especie ocurre únicamente en el mes de noviembre.